# Totipotenza
La totipotenza è la proprietà delle cellule vegetali o di una singola cellula staminale animale di svilupparsi in un intero organismo e persino in tessuti extra-embrionali. Un esempio di cellula totipotente è il blastomero.
Le cellule staminali totipotenti danno luogo, durante lo sviluppo precoce, a cellule staminali pluripotenti, in grado di specializzarsi in cellule appartenenti ai tre foglietti embrionali. Infine, cellule staminali unipotenti possono trasformarsi solamente in alcune specie cellulari, per esempio in sangue, o in tessuto osseo.
Oltre che delle cellule staminali animali, la totipotenza è propria anche e soprattutto delle cellule vegetali; una singola cellula vegetale infatti ha la capacità di rigenerare un intero individuo, e questa capacità di riprogrammazione è molto sfruttata per la coltura cellulare in vitro.